# Gitterparameter
Ein Gitterparameter oder eine Gitterkonstante, manchmal auch Zellparameter genannt, ist entweder eine Längenangabe oder ein Winkel, der zur Beschreibung eines Gitters, insbesondere der kleinsten Einheit des Gitters, der Elementarzelle, benötigt wird. Der Gitterparameter ist entweder eine Seitenlänge der Elementarzelle oder ein Winkel zwischen den Kanten der Zelle. Gitterparameter sind bedeutend in der Kristallographie und der Optik.

## Definition
Das Gitter wird durch periodisches Verschieben einer Elementarzelle um jeweils denselben Abstand in eine bestimmte Raumrichtung erzeugt (Gittervektor):
- Für  ein  eindimensionales optisches Gitter genügt ein einziger Gitterparameter, nämlich die Angabe des Abstandes benachbarter (paralleler) Gitterelemente.
- In zwei Dimensionen gibt es zwei verschiedene Gittervektoren und drei notwendige Gitterparameter – die Längen der beiden Gittervektoren und den Winkel zwischen ihnen.

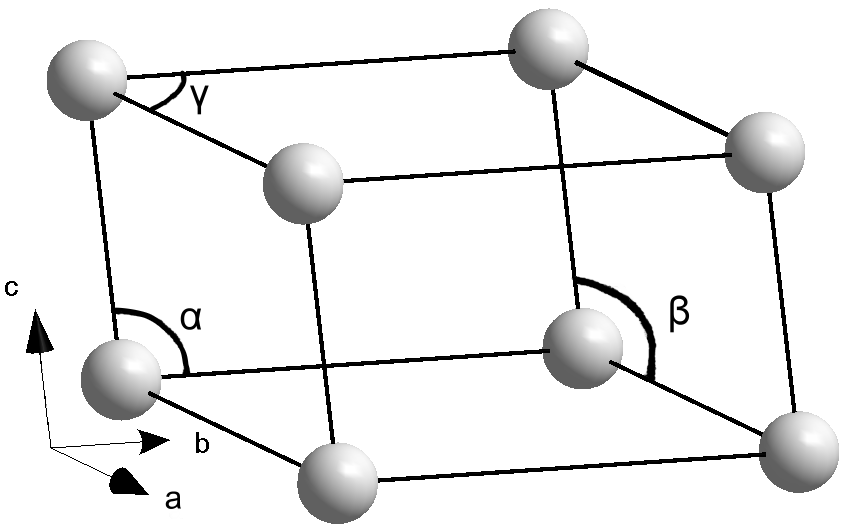
Die Gitterkonstanten eines dreidimensionalen Gitters

- Für die Beschreibung eines dreidimensionalen Gitters werden maximal sechs Parameter benötigt, drei Längen und drei Winkel. Diese sechs Parameter, die die Elementarzelle definieren, werden oft mit a, b, c und α, β, γ bezeichnet. Drei davon, a, b und c, sind die Längen der Gittervektoren, die die Elementarzelle aufspannen; die anderen drei, α, β und γ, sind die Winkel zwischen diesen Vektoren:
  - α der Winkel zwischen b und c,
  - β der Winkel zwischen a und c,
  - γ der Winkel zwischen a und b.

Die Beschreibung eines Gitters durch Gitterparameter ist nicht eindeutig, verschiedene Sätze von Gitterparametern können dasselbe Gitter beschreiben. Daher wird in der Regel als Elementarzelle die konventionelle Zelle verwendet. Bei dieser Wahl der Einheitszelle können in den einzelnen Kristallsystemen bereits einzelne Gitterparameter festliegen, so dass die Anzahl der unabhängigen Gitterparameter verringert ist:
| Gittersystem             | Gittersystem             | Gitterparameter  | Gitterparameter | Gitterparameter       |
| ------------------------ | ------------------------ | ---------------- | --------------- | --------------------- |
| Gittersystem             | Gittersystem             | unabhängige GP   | Basisvektoren   | Winkel                |
| kubisch                  | kubisch                  | a                | a = b = c       | α = β = γ = 90°       |
| tetragonal               | tetragonal               | a, c             | a = b ≠ c       | α = β = γ = 90°       |
| hexagonal                | hexagonal                | a, c             | a = b ≠ c       | α = β = 90°, γ = 120° |
| rhomboedrisch / trigonal | rhomboedrisch / trigonal | a; α             | a = b = c       | α = β = γ ≠ 90°       |
| orthorhombisch           | orthorhombisch           | a, b, c          | a ≠ b ≠ c       | α = β = γ = 90°       |
| monoklin                 | 1st setting              | a, b, c; γ       | a ≠ b ≠ c       | γ ≠ 90°, α = β = 90°  |
| monoklin                 | 2nd setting              | a, b, c; β       | a ≠ b ≠ c       | β ≠ 90°, α = γ = 90°  |
| triklin / anorthisch     | triklin / anorthisch     | a, b, c; α, β, γ | a ≠ b ≠ c       | α ≠ β ≠ γ ≠ 90°       |

## Bestimmung
Zum direkten Vermessen der Parameter von kristallinen Stoffen können das Transmissionselektronenmikroskop oder das Rastertunnelmikroskop verwendet werden. Zumeist erfolgt die Ermittlung der Gitterparameter aber mittels Beugungsmethoden, beispielsweise mit der Röntgenbeugung. Bei der Röntgenstrukturanalyse ist die Bestimmung der Gitterparameter der erste Schritt zur Bestimmung der vollständigen Kristallstruktur.
Die Zellparameter von Oberflächenstrukturen können mit Hilfe der Beugung langsamer Elektronen (Low Energy Electron Diffraction, LEED) bestimmt werden.

## Beispiele
Die Gitterparameter betragen:
- von Silicium, das eine Diamantstruktur ausbildet: 543,102 0511(89) pm[1][2] (Die genaue Vermessung wurde im Vorfeld der Neudefinition des Kilogramms und des Mols durchgeführt.)[3]
- von Eisen mit einem kubisch raumzentrierten Gitter: 286,65 pm
- für kubisch flächenzentrierte Strukturen
  - Nickel: 352,4 pm
  - Kupfer: 361,48 pm
  - Silber: 408,53 pm
  - Gold: 407,82 pm.

Der Gitterparameter beträgt in Einheiten der Bindungslänge {\displaystyle l}:
- im kubisch-primitiven Gitter:

{\displaystyle a=l}
- im kubisch-flächenzentrierten Gitter:

{\displaystyle a={\sqrt {2}}\cdot l\approx 1{,}414\cdot l\Leftrightarrow l={\tfrac {{\sqrt {2}}\cdot a}{2}}}
- im kubisch-raumzentrierten Gitter:

{\displaystyle a={\tfrac {2}{\sqrt {3}}}\cdot l\approx 1{,}155\cdot l\Leftrightarrow l={\tfrac {{\sqrt {3}}\cdot a}{2}}}
- in der Diamantstruktur:

{\displaystyle a={\tfrac {4}{\sqrt {3}}}\cdot l\approx 2{,}309\cdot l\Leftrightarrow l={\tfrac {{\sqrt {3}}\cdot a}{4}}}.
Die Massendichte eines kristallinen Stoffs lässt sich aus den Gitterparametern bestimmen. Im einfachen Fall kubischer Gitter ist die Dichte:
{\displaystyle \rho =n\cdot {\frac {A_{r}\cdot u}{a^{3}}}}
mit
- der Zahl n der ganzen Atome je Elementarzelle:
  - 8 für die Diamantstruktur
  - 4 für das kubisch flächenzentrische Gitter
  - 2 für das kubisch raumzentrische Gitter
  - 1 für das kubische primitive Gitter
- der relativen Atommasse Ar
- der atomaren Masseneinheit u
- dem Gitterparameter a.